# 日産・アベニール

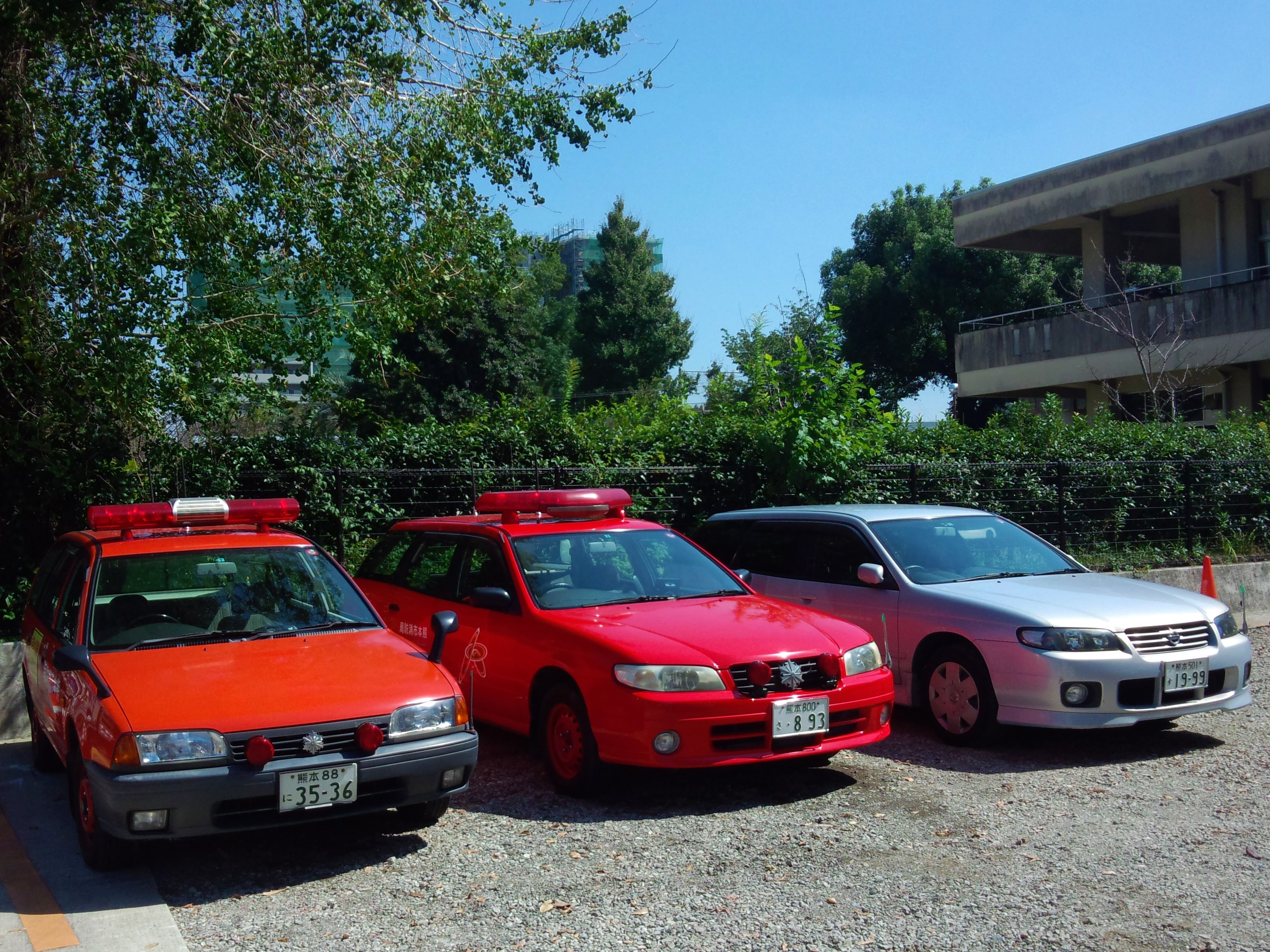
1990年5月初期型または1993年1月改良型カーゴ（左）、その後継車種である2002年8月改良型エキスパート（中）、2002年8月改良型サリュー（右）の比較（熊本市消防局）

アベニール（AVENIR）は、日産車体により製造、日産自動車により販売されていたステーションワゴン型の普通乗用車である。商用バン仕様も存在するが、2代目では｢エキスパート｣の名称でブランド上は独立した。

## 初代 W10型系（1990年 - 1999年）
1990年（平成2年）5月11日
発売。キャッチコピーは『NISSAN'S WAGON』、サブキャッチコピーは『スポーツカーの次に来るもの。』。スバル・レガシィツーリングワゴンを起因とするワゴンブームに便乗する形であり、R30型系スカイラインバン及びU11型系ブルーバードワゴン/バンの統合後継車種である。P10型系プリメーラのワゴン仕様としての位置付けであり、欧州市場へはプリメーラワゴン（PRIMERA WAGON）として発売した。乗用仕様（ワゴン）と商用仕様（カーゴ、最大積載量500kg）の両方を用意。ワゴンのグレードは『ei』（エイ）、『bi:』（ビー）、『si:』（シー）とした。開発にあたっては、ワゴンを所有する事に伴う『豊かな生活（ライフスタイル）』の提供を目標に、“ゆとり”と“使いやすさ”をテーマとし、機能性・性能・安全性などを徹底的に追求した。ボディをワゴン専用に設計する事により、ルーフに段差が生じる事無く室内高を確保でき、余裕のあるヘッドルームを確保した。また側面のルーフへの絞り込みも削減し、余裕あるショルダールームも確保するなど、これらを高水準で両立させた。またカーゴは、ワゴンの性能をそのまま受け継ぐ形を取り、高い実用性を備えたライトバンとした。エンジンはSR20DE型とSR18Di型、カーゴはGA16DS型とCD20型である。サスペンション機構は全てフロア下に収め、ワゴンに顕著な現象である、空車時及び実車時の車両姿勢の変化に起因するアライメント変化を抑え、操縦安定性と乗り心地を両立した。ラゲッジトリムをインナーパネルに密着させる事により、有効スペースを最大限に確保すると共に、 荷室空間も含め、車内空間に一体感を持たせた。6:4分割可倒式、シートクッションはね上げ式のフラットリヤシートの採用により、機能性を高めると共に、リクライニング機構、センターアームレスト（タイプ2.0 si:、タイプsi:）なども採用し、後席の居住性も高めた。Cd値0.34、CLF値0.03（タイプ2.0 siエアロパーツ装着車）と、当時におけるワゴンとしてはトップクラスの空力性能を誇り、高速操縦安定性、高速燃費などが向上した。視界及び視認性の向上に伴う運転者の環境改善、及びABSなどをタイプ2.0 si:にオプション設定し、交通事故の予防安全性を高めた。衝突の際には、エンジンルーム及びラゲッジルームをクラッシュゾーンとし、効率良く衝突エネルギーを吸収する事により、居住空間へ損傷が及ぶ事を最小限に抑える構造とした。また、後席3点式ELRシートベルト（タイプ2.0 si:）などの採用により、衝突安全性を高めた。新車価格は125万2,000円から220万6,000円であり、日産店、日産・プリンス店、日産・モーター店（カーゴのみ）において取り扱い、月販販売目標は4,000台とした。
1990年（平成2年）10月16日
4WD車を発売。ワゴンはSR20DE型にビスカス付センターデフ式フルタイム4WDアテーサを組み合わせるタイプ2.0 si:アテーサのみの設定とし、カーゴはGA16DS型に2WD/4WD切替え式パートタイム4WDを組み合わせる4WD LX-G、4WD LX、4WD Lの設定とした。カーゴの最大積載量は400kg。また合わせてタイプ2.0 siのみに採用していた、後席3点式ELRシートベルト（中央席のみ2点式）をワゴン全車に採用した。価格は5千円上昇する。またワゴンは両手に荷物を抱える際におけるドアの開閉に便利な作動確認ブザー付赤外線式リモコンドアロックを採用し、電子制御アクティブサウンドを4WD全車及びタイプ2.0 si:、タイプsi:にオプション設定とした。またカーゴはパワーステアリングを全車標準装備とした。また月販販売目標は5,000台へと改めた。
1991年（平成3年）2月27日
オーテックジャパンにより、タイプ2.0 si:アテーサ（スポーティパック装着車）をベースにガードバー付オーバーライダー、PIAA製丸形フォグランプ、195/65R14-89Hオールシーズンラジアルタイヤ、専用車体ツートン色、サイドドリップモール下部にストーンガード、撥水シート、撥水トリム、撥水フロアカーペット、撥水ラゲージフロアを新装備した特別仕様車『リゾートエクスプレス』を発売。変速機はOD付4速ロックアップAT、エンジンはベース車と同様、SR20DE型。新車価格は261万1,000円であり、日産店、日産・プリンス店において取り扱い、月販販売目標は50台とした。
1991年（平成3年）8月1日
リゾートエクスプレスに2WD車を発売。また4WD車と共に専用ツートン塗装にブルーグリーンパール/ダークグレーパールメタリックを加え、5速MTも設定した。新車価格は225万7,000円から234万0,000円であり、月販販売目標は80台へと改めた。
1992年（平成4年）6月19日
発売2周年を記念し、タイプ2.0 si:及びタイプ2.0 si:アテーサをベースにエクセーヌシート、エクセーヌトリム、専用車体色、作動確認ブザー付リモコンドアロック（2WD車のみ、4WD車は標準装備）、角形フォグランプ、専用サイドガードモールを新装備した特別仕様車『2.0 si: EXC（エクセ）』及び『2.0 si: EXC（エクセ）アテーサ』を発売。高級に仕立てた。『EXC』（エクセ）は、フランス語で『優れた』『上等な』を意味する『excellence』の略語。変速機はOD付4速ロックアップAT及び5速MT、エンジンはベース車と同様、SR20DE型。新車価格は205万7,000円から239万1,000円であり、日産店、日産・プリンス店において取り扱い、月販販売目標は200台とした。
1993年（平成5年）1月
マイナーチェンジによりグリル等が変更される。ワゴンの搭載エンジンのSR18DiエンジンがSR18DEに変更になり、ワゴンにディーゼルエンジンCD20T搭載モデル（4ATのみ）と、本皮シートを装備した最上級グレード「ef（エフ）」を追加。
1993年（平成5年）5月11日
日産自動車創立60周年を記念した特別仕様車「si: 60th ANNIVERSARY」を発売。なお、同年7月末までの期間限定販売となる。
1993年（平成5年）12月
「salut!（サリュー!）」追加。
1994年（平成6年）11月
一部変更。「bi:」にCD20T型ディーゼルターボエンジン搭載モデルを追加し、「ei:」を廃止。
1995年（平成7年）8月
ワゴンを大幅にマイナーチェンジ。全てのグレード名に「サリュー」を冠し、営業上の車名を「アベニールサリュー」とした（正式な車名はアベニールのまま）。リアオーバーハングを延長した上で、リアコンビネーションランプを横長の大型のものに変更し、新たにガラスハッチを採用、併せてエンジンフード、ラジエーターグリル、フロントバンパーもボリュームのある形状に変更された。これらは当時のウイングロードやプレーリージョイにも共通の手法である。なお、バンモデルのアべニールカーゴは従来の外装を継続する。また、運転席SRSエアバッグが標準装備となり、インパネはP10プリメーラと共通化、4WDに直列4気筒DOHC SR20DET型ターボ付エンジン搭載モデルを設定した。CMには松嶋菜々子が登場し、松嶋のブレイクのきっかけになった。
1998年（平成10年）7月
生産終了。在庫対応分のみの販売となる。
1998年（平成10年）8月
ワゴンが販売終了。
1999年（平成11年）6月
カーゴが販売終了。後継はエキスパート。

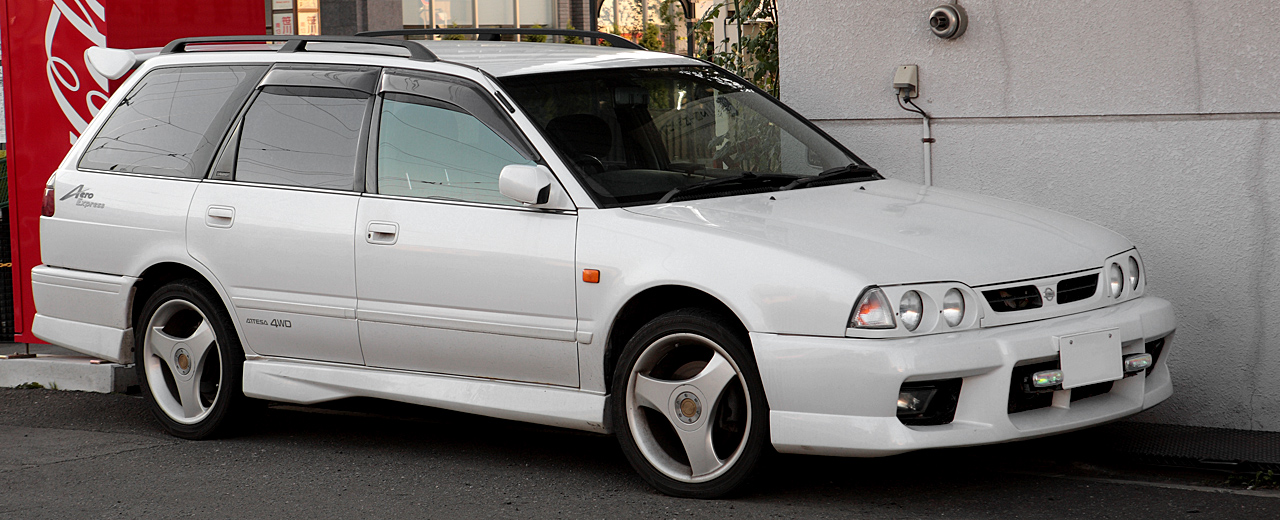
オーテック アべニールサリュー エアロエクスプレス（1997年）
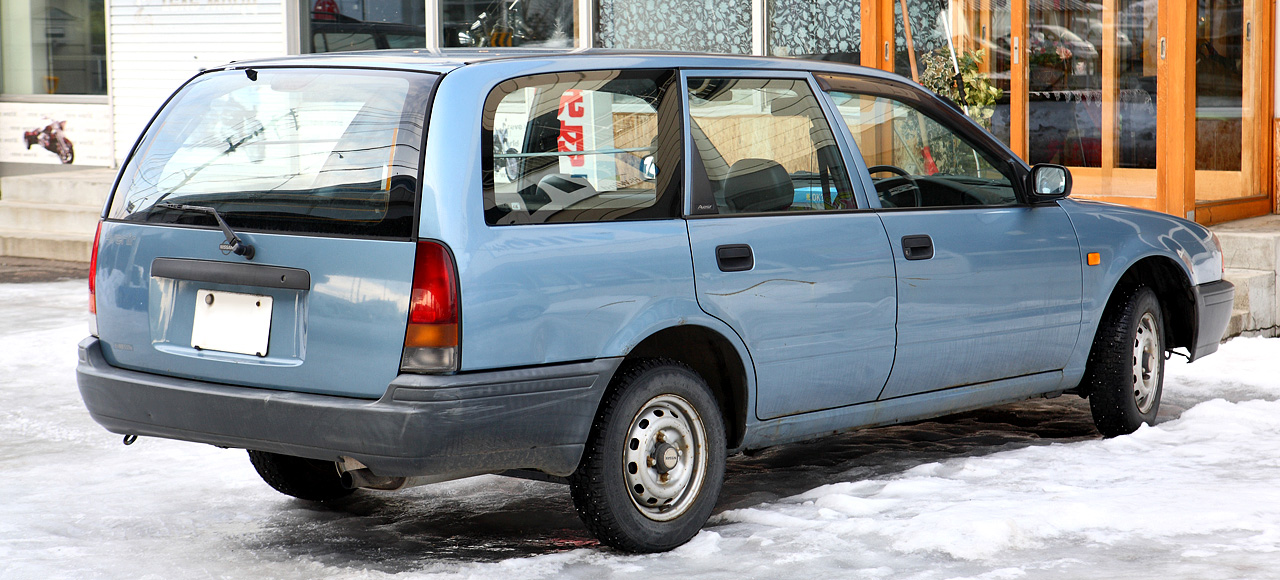
カーゴ（リア）
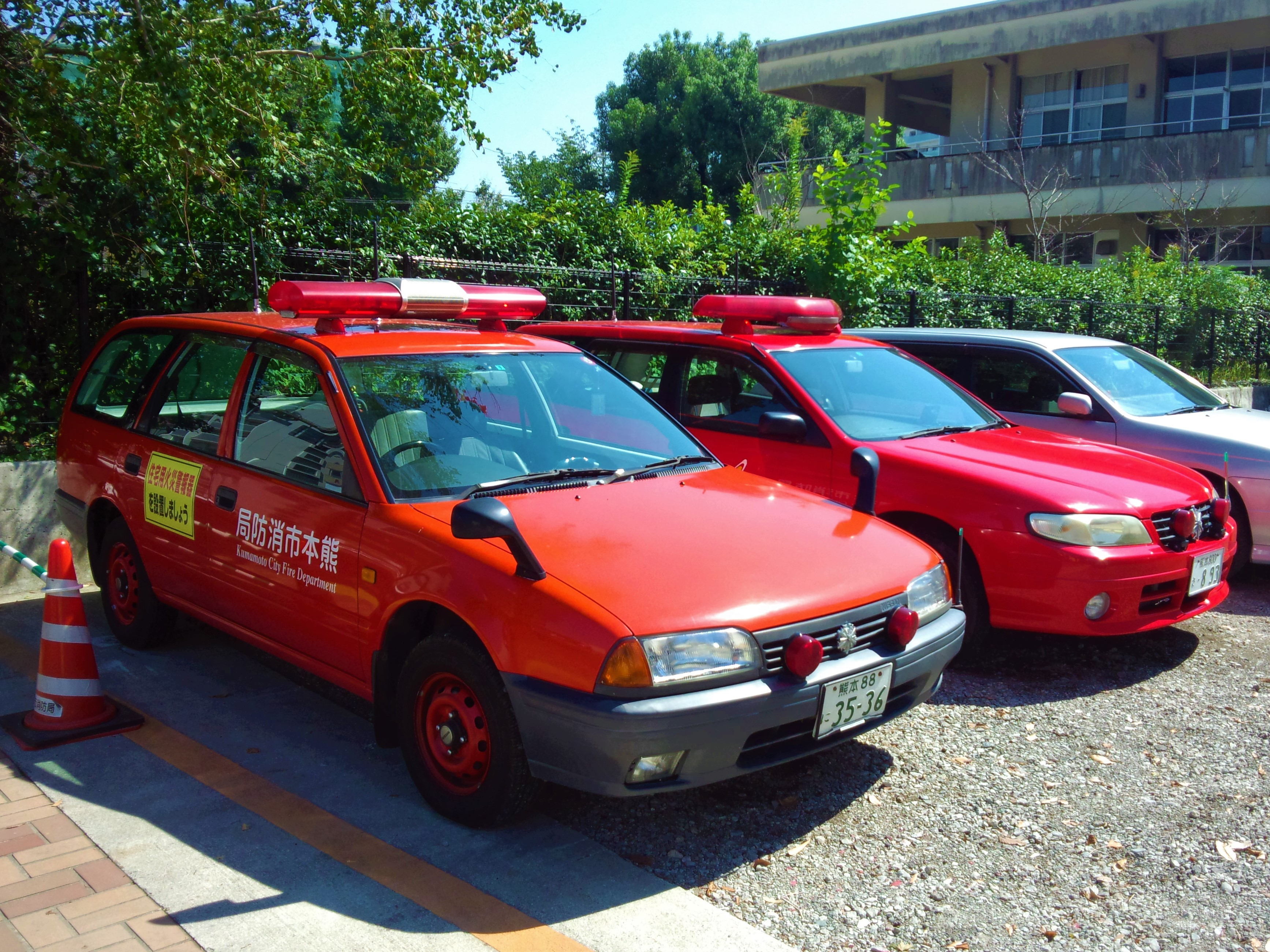
カーゴ 熊本市消防局の連絡車（左）
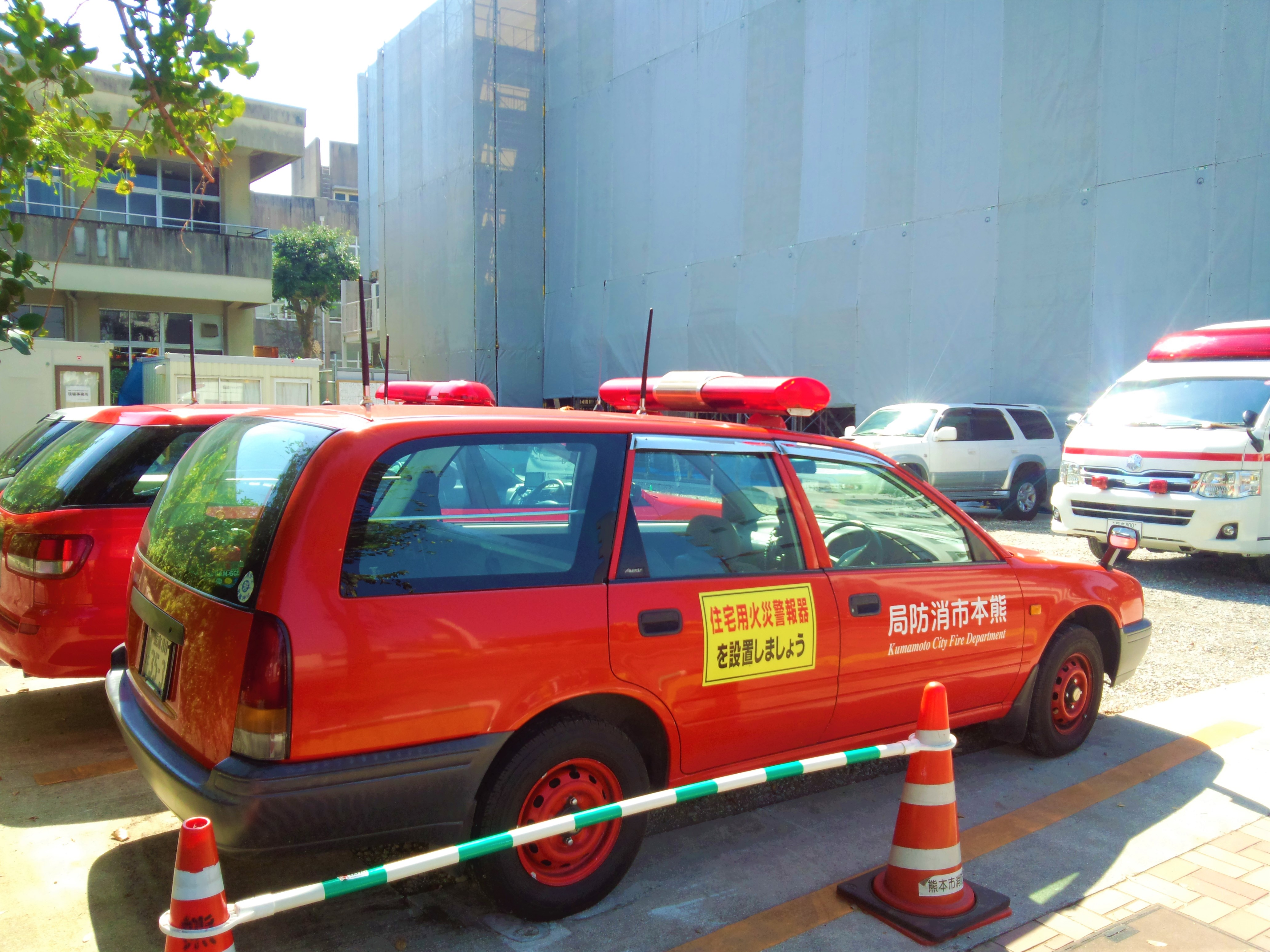
カーゴ 熊本市消防局の連絡車（リア）

## 2代目 W11型系（1998年 - 2005年）

アベニール（2代目）の写真集
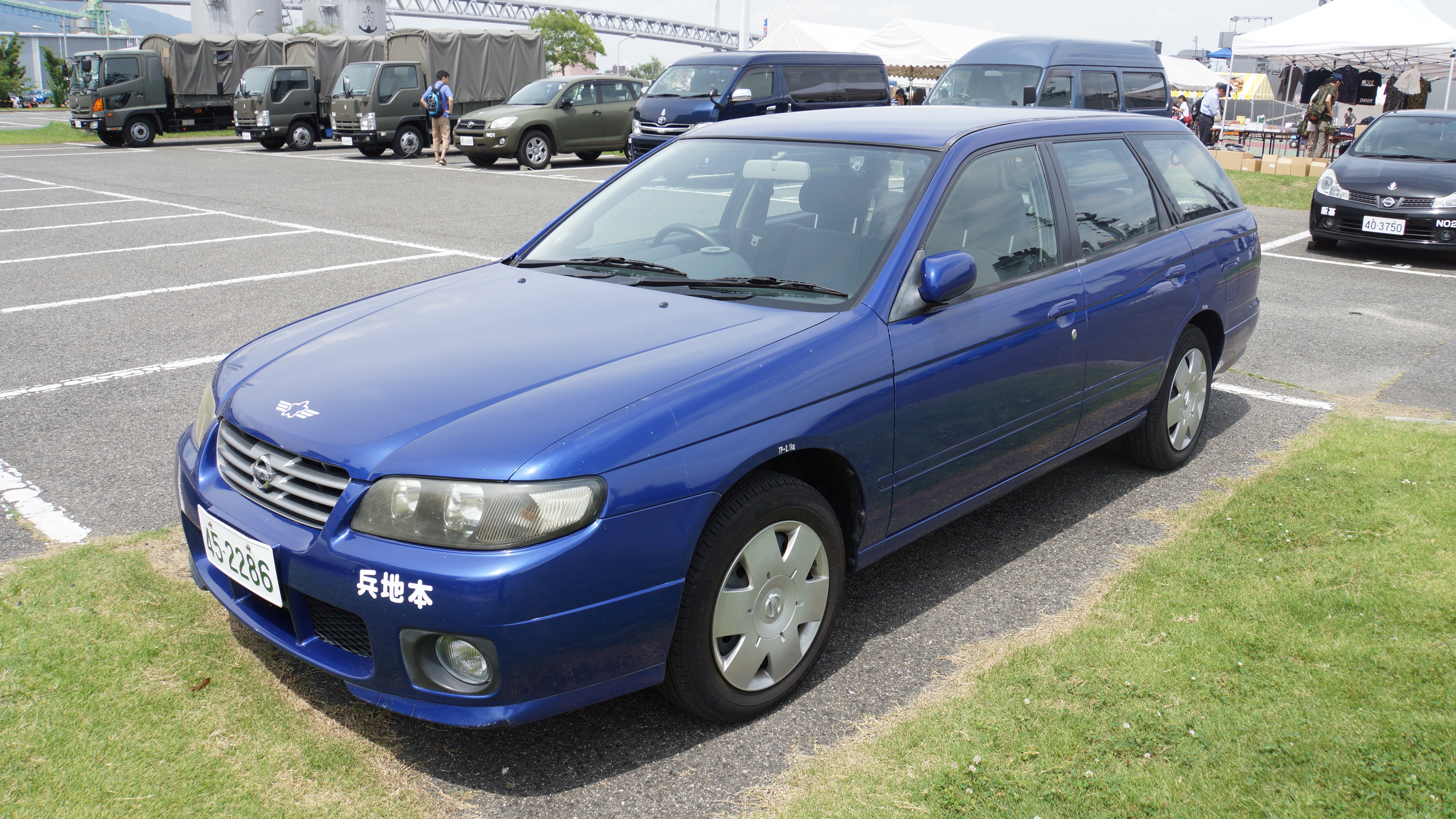
後期型 自衛隊に業務車1号として納入されたもの
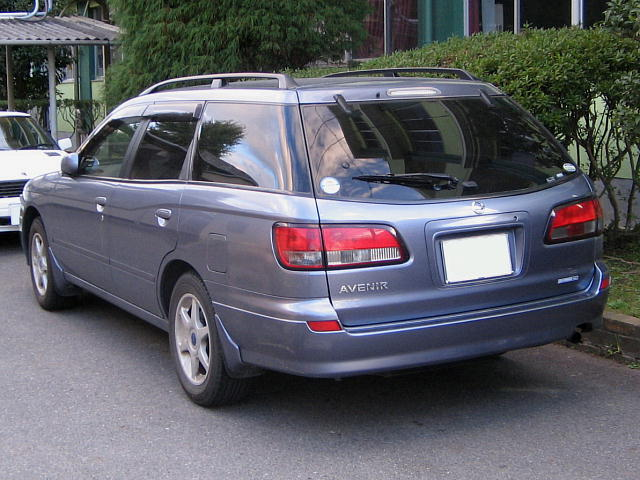
後期型リア

1998年8月24日
W11型にモデルチェンジ。CMコピーは「THE JAPAN TOURER」。グレード体系はGT4シリーズとサリューシリーズの2本立てとなり、商用モデルは同一車型ながら「エキスパート」として独立した。パワートレインとサスペンションをM12型プレーリーリバティと共用する。
搭載するエンジンは全て横置きの直列4気筒で、SR20DET型インタークーラー付ターボ、SR20DE型、QG18DE型、CD20ET型ディーゼルターボの4機種。SR20DE型搭載のFF車にはHyperCVT M6を組合わせるモデルを設定した。初期のCM出演者は稲森いずみ・高木ヒロオ。
また、オーテックジャパンの手による特別仕様車「ライダー」が設定された。
1999年10月5日
「サリュー ジャパンツアラーリミテッド」、「サリュー ジャパンツアラーケンウッド」を追加。サリューXのSR20DE搭載車をベースにエアロパーツ、プライバシーガラス、アルミホイール、専用エンブレム等を装備し、「ジャパンツアラーケンウッド」では更にケンウッドサウンドクルージングシステム、フロント/リアフォグランプ、KENWOODロゴ入りラゲッジフルカバー等も装備する。専用ボディカラーとして、コバルトブルーメタリックを設定。
2000年5月24日
マイナーチェンジ。フロント周りをGT4シリーズのデザインに統一し、P11プリメーラと酷似していたインパネ形状を新造形の専用品に変更。TV/ナビゲーションシステムは、車両情報表示機能を組み合わせた7インチワイド画面のアベニールマルチインフォメーションディスプレイとする。レーザーレーダーを用いた車間自動制御システムをSR20DE搭載車にメーカーオプション設定。SR20DE型の出力を向上させた他、サリューXおよびサリューJに設定のあった5MTモデルとCD20ET型搭載車を廃止。MT廃止によりパーキングブレーキを全車足踏み式に変更。また、SR20DE搭載車の4WDシステムがアテーサからオートコントロール4WDになり、ミッションも4ATからHyperCVT M6に変更した。
あわせて、アベニール誕生10周年記念車として、TV/ナビゲーションシステムやCD一体AM/FM電子チューナーラジオ等を標準装備する「V Limited」も設定。
2000年10月17日
クロスオーバーSUVテイストの「ブラスター（BLASTAR）」を追加。既存モデルに対し、大径タイヤ及びサスペンションジオメトリーの変更で最低地上高を上げ、専用の大型バンパーや専用ツートンカラー、専用シート地を装備。FFと4WDを設定。搭載するエンジンはSR20DE型のみ。
あわせて、ISOFIX対応チャイルドシート用アンカー（リヤシート左右2席）を、ブラスターを含む全グレードにオプション設定した。
2000年10月24日
オーテックジャパン扱いの特別仕様車「Kid'sバージョン」を発売。サリューXのSR20DE搭載車をベースに専用ボディサイドストライプ/ネーミングステッカー、専用シート生地（カブロン/パートナーコンビ）、トラッシュボックス、ラゲッジトレイ、ラゲッジネット、電源コンセント（100V・100W）、ISOFIX対応チャイルドシート用アンカー（リヤシート左右2席）、天井取付型ピュアトロン等を装備。後席テレビ付車も設定。
2001年3月末
日産車体京都工場での生産を終了し、生産を日産車体湘南工場に移管。
2001年5月28日
「サリューX NAVIエディション」、「サリューX スペシャルエディション」を発売。前者はサリューXのSR20DE搭載・FF車をベースにTV/ナビゲーションシステム（DVD方式）とCD一体FM/AMチューナーラジオをセットで採用したことに加え、カラードフロントグリルや専用シート&トリム地を装備した他、専用オプションとしてエアロパッケージ及びルーフレールレス仕様を設定。後者はサリューXのQG18DE搭載車をベースにオーディオレス仕様とした上で、前者と共通のカラードフロントグリルや専用シート&トリム地を装備。
あわせて、Jナビ ナビゲーションシステムをサリューX スペシャルエディションを含む一部グレードにオプション設定した。
2001年8月29日
ブラスターに期間限定の冬仕様車「バージョン-S」を発売。「バージョン-S」とは、スキーやスノーボードなどのウインタースポーツ用品のトップブランド、サロモンの協力を得て開発した、冬仕様の限定車。汚れや水分のふき取りが簡単な専用シート地やドアトリム、電源コンセント（AC100V・100W）などを標準装備する。さらに、「SALOMON」ロゴ入り専用シートタグもついている。また、寒冷地仕様が標準。ワイパーつけ根の氷結を防止する熱線入りの「ワイパーデアイサー」「ヒーター付ドアミラー」「大型バッテリー」が装備される。同年12月までの販売。
2002年8月27日
マイナーチェンジ。車名ロゴを「AVENIr」からNE-01の「AVENIR」に変更。あわせてラジエータグリルについていたアベニールのエンブレムを廃止し、日産のブランドロゴのエンブレムに変更された。また、SR20DE型に替わってQR20DE型エンジンを搭載するとともに、ターボのSR20DET搭載のGT系グレードやブラスターのFF等廃止。4WD車のミッションが全車4ATに戻された。ユーティリティレール、カブロン地シート、電源コンセント、ラゲッジスポットランプのセットオプション「フィッシングバージョン」を設定。
2005年10月
生産終了。在庫対応分のみの販売となる。
2005年11月
在庫対応分が完売し、販売終了。実質的な後継車はウイングロード。エキスパートは2008年まで生産を継続。
- アベニール（2代目）の写真集
- 後期型
自衛隊に業務車1号として納入されたもの
- 後期型リア

## 車名の由来
フランス語で『将来』『未来』を意味する『avenir.』に由来。なお、基本的に綴り字発音であり、フランス語における発音では『アヴニール』に近い。なお、フランス語に近い言語の内、日本語の発音表記上最も近しい単語は、スペイン語で同じ綴り（avenir）で『合意させる』『起こる』を意味する単語であり、この発音をカナ表記にすればアベニル、またはアベニールが近しい。
また『Salut』はフランス語で『やぁ!』『こんにちは』を意味し、『ブラスター』（Blastar）は英語で『突風』を意味する『Blast』と『人気者』を意味する『Star』を組み合わせた造語である。